# Východní Thrákie

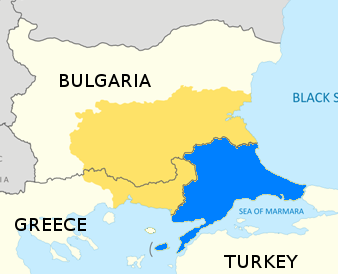
Východní Thrákie (modře) v rámci Thrákie

Východní Thrákie (jiné názvy: Edirnská Thrákie, turecká Thrákie, Thrákie, evropské Turecko; bulharsky: Източна Тракия (Iztočna Trakija)/ Одринска Тракия (Odrinska Trakija), řecky: Ανατολική Θράκη (Anatoliki Thraki), turecky: Doğu Trakya) je označení pro tureckou část historické Thrákie, jinými slovy území evropské části Turecka.

## Historie

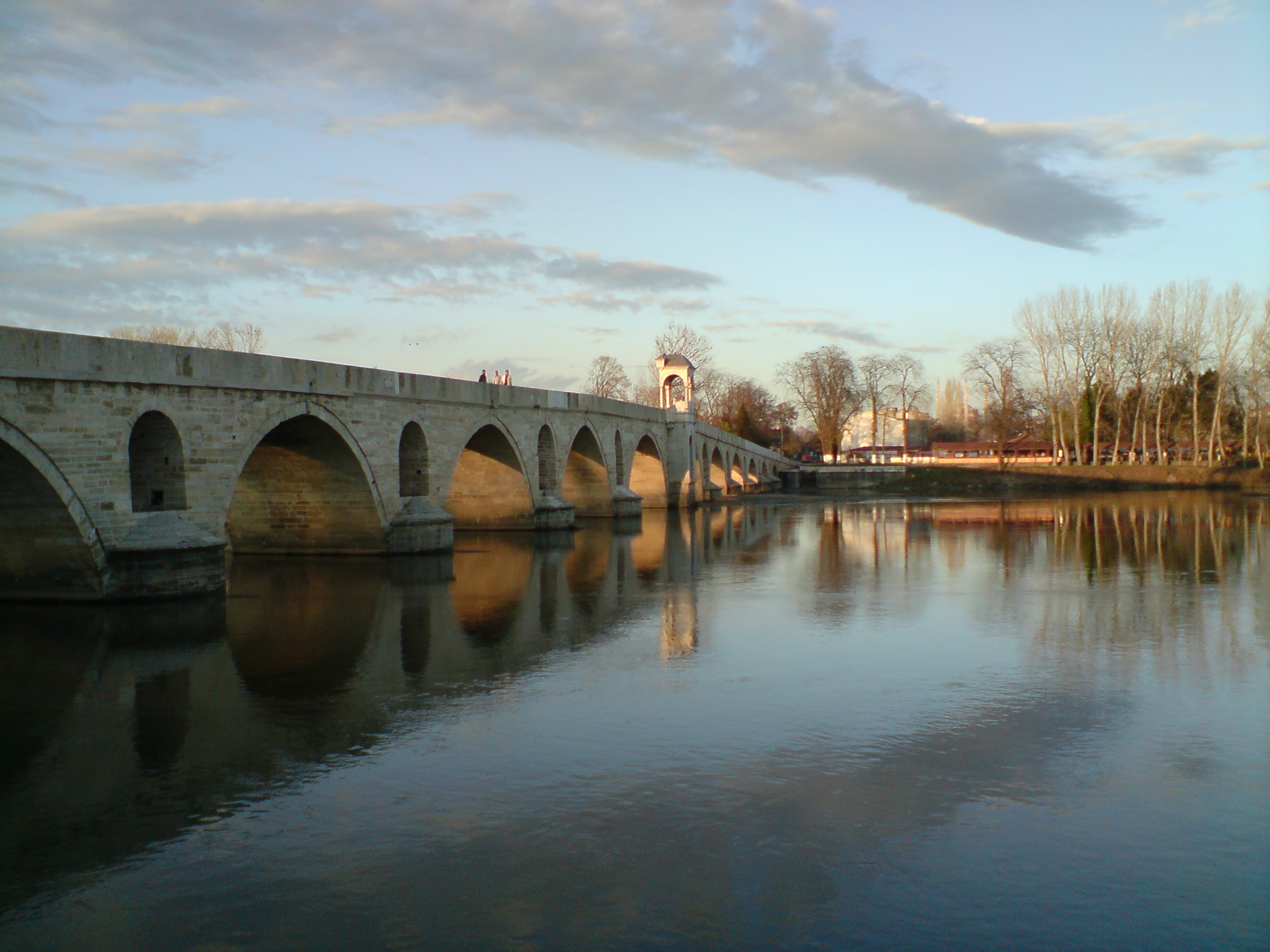
Řeka Marica (turecky Meriç), hranice mez východní a západní Thrákií

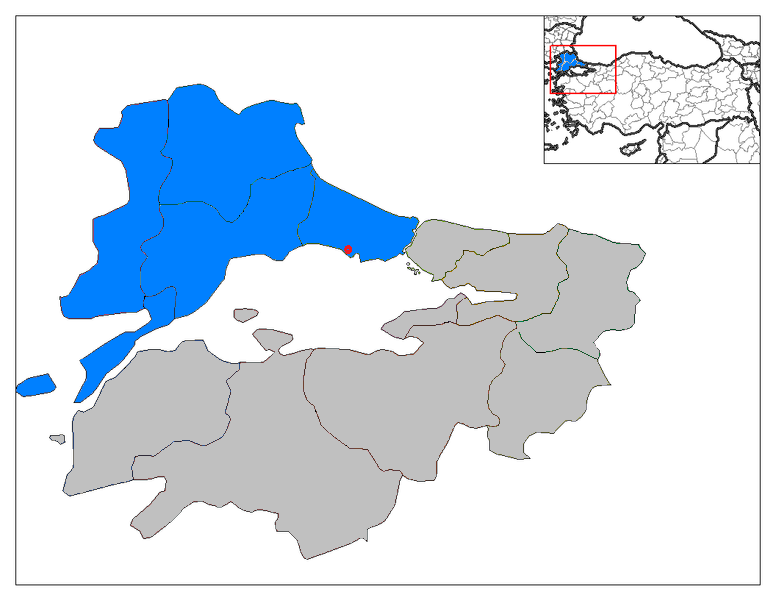
Východní Thrákie uvnitř Marmarského regionu

### Antika
Oblast byla původně osídlena Thráky, kteří se zde usadili mezi 12.-9. století př. n. l. Jedna z teorii říká, že Thrákové sem přišli z Řecka, odkud je vyhnali řecké kmeny. Přibližně od 8. století př. n. l. se zde usadili Řekové, kteří zde u pobřeží zakládali kolonie. Řekové osídlili celou pobřežní oblast a většinu Thráků vyhnali. Nejznámější starořecké kolonie zde byly Kallipolis (dnes Gelibolu), Kardia, Ainos (dnes Enez), Sestos, Perinthos (dnes Marmara Ereğlisi), Selymbria (dnes Silivri) a Byzantion (dnes Istanbul). Řekové se usadili i na pobřeží Černého moře. Šlo hlavně o iónské Řeky, území v okolí Byzantionu obývali Dórové. Řecka kultura se odsud dostala i do vnitrozemské Thrákie.
Během peloponéské války stáli místní Řekové na straně Athén. Později Thrákie připadla Makedonii, pak svobodné Thrákii a v 1. století definitivně Římanům. Postupně se zde rozmohlo křesťanství. Císař Hadrián zde postavil město Hadrianopolis (dnes Edirne). Císař Konstantin Veliký Byzantion přebudoval na nové hlavní město, Konstantinopol, kde se usadilo obyvatelstvo z různých končin východní části říše (hlavně Řekové). Od roku 395 patří Thrákie do Východořímské (Byzantské) říše. 

### Středověk
V 6. století sem pronikli Slované, kteří se pokusili Konstantinopol dobýt, ale neúspěšně, a tak se usadili v dnešní severní turecké Thrákii a slavizovali původní thrácké či helenizované obyvatelstvo. Od 7. století sem pronikali Prabulhaři, kteří se později se Slovany a Thráky asimilovali. Řekové se udrželi podél pobřeží.
Od 14. století sem pronikali Turci, kteří v roce 1453 dobyli Konstantinopol, po nějakou dobu bylo hlavním městem Osmanské říše Edirne. Během osmanské nadvlády se řecké obyvatelstvo opět usazovalo i ve vnitrozemí a v Konstantinopoli, zatímco na pobřeží žili Řekové kontinuálně. Většina vnitrozemského obyvatelstva (snad Bulharů) se do 17. století islamizovala a poturčila.

### 20. století
Turecký údaj z roku 1910 udává, že Východní Thrákie měla 1 669 500 obyvatel, z toho 655 600 (39 %) Řeků, 604 500 (36 %) Turků, 71 800 (4,3 %) Bulharů a 337 600 (20 %) obyvatel jiných národností. Místní Řekové se věnovali především obchodním činnostem, nejvýznamnější města byly Istanbul (řec. Konstandinupoli), Edirne (řec. Adrianupoli), Gelibolu (řecky Kallipoli), Tekirdağ (řecky Redestos) a Kirklareli (řecky Saranda Ekklisies). Z posledně jmenovaného pocházel Evangelos Tsantalis, řecký vinař, který založil známou značku Tsantali. Území bylo známé také pod jménem Romilia, tedy země Romaine (Řeků). 
V roce 1923, po vzniku Turecka a po Řecko-turecké válce, se konala výměna obyvatel mezi Řeckem a Tureckem. Většina místních Řeků se vystěhovala do Řecka (hlavně do oblastí Západní Thrákie a Makedonie), zatímco do turecké Thrákie přišlo etnicky turecké obyvatelstvo z Řecka. Mnoho nově usazených Turků pocházelo ze Soluně. Usadili se zde i mnozí muslimští Arumuni z Řecka. Povoleno zůstat měli jen istanbulští Řekové, kteří se však po roce 1955 také téměř všichni vystěhovali do Řecka.

## Současnost
Dnes je území turecké Thrákie jednou z nejvyspělejších oblastí Turecka, sloužící jako jeho brána do Evropy. Nachází se zde jádro a západní polovina největšího tureckého města Istanbulu. Další významná města jsou Edirne, Gelibolu, Kirklareli nebo Tekirdağ. Žije zde přibližně 10 milionů obyvatel, převážně Turků.